# Ivan Laharnar
Ivan Laharnar, slovenski organist in skladatelj, * 7. maj 1866, Šentviška Gora, † 27. december 1944, Šentviška Gora.

## Življenje in delo
Laharnar je bil trgovec in župan ter organist v domačem kraju. Glasbe so ga učili trije duhovniki: domači župnik F. Ilovar in šebreljski župnik in cecilijanec Adolf Harmel ter Ivan Kokošar. Z 10 leti je bil že organist v domačem kraju in vodil pevski zbor 32 let. V glasbi je bil samouk, privrženec cicilijanskega gibanja. Večino liturgičnih skladb je objavil v Cerkvenem glasbeniku. V samozaložbi je izdal zbirke posvetnih zborovskih skladb (Gorske cvetlice, 1891; Gorski odmevi, 1900; Planinke, 1903). Napisal je preko 600 skladb, večinoma zborovskih. Skupaj z Danilom Fajgljem in I. Kokošarjem je zbiral stare cerkvene napeve in pesmi slovenskega ljudskega izročila, ki so harmonizirani izhajali v zbirki Cerkvene pesmi, nabrane med slovenskim narodom I-IV (1885–1893). Laharnar je vseskozi ljudski skladatelj zlasti na Primorskem zelo priljubljen. Med primorskimi zbori so še vedno popularna nekatera njegova zborovska dela (Slovan, na dan!; Mladosti ni). Pisal pa je tudi Jakobu P. Gallusu.